# Santa Cruz de Tenerife (tỉnh)
Santa Cruz de Tenerife là một tỉnh của Tây Ban NHa, nằm ở phía tây cộng đồng tự trị quần đảo Canary. Tỉnh này gồm khoảng ½ phần Đại Tây Dương của quần đảo, gồm các đảo Tenerife, La Gomera, El Hierro, và La Palma.
Tỉnh lỵ là thành phố Santa Cruz de Tenerife nằm trên đảo Tenerife. Trong số 971.647 dân (năm 2006), có 24% sống ở tỉnh lỵ. Có 53 đô thị ở tỉnh này. Tỉnnh có 3 vườn quốc gia: vườn quốc gia Caldera de Taburiente ở La Palma, Vườn quốc gia Garajonay ở La Gomera, và vườn quốc gia Teide ở Tenerife, nơi có Teide – núi cao nhất Tây Ban Nha, là một núi lửa đã tắt.
Tỉnh được lập năm 1927.